# District de Jhal Magsi
Le district de Jhal Magsi ou Jhall Magsi (en ourdou : ضلع جھل مگسی) est une subdivision administrative de la province du Baloutchistan au Pakistan. Créé en 1992, le district a pour capitale Jhal Magsi bien que sa plus grande ville soit Gandawa.
Le district est essentiellement rural et peuplé de quelque 150 000 habitants en 2017. Surtout pauvre et isolé, la population vit de l'agriculture. Les habitants sont majoritairement Baloutches et Sindis.

## Histoire
Initialement simple tehsil du district de Kachhi, Jhal Magsi devient un district distinct le 16 février 1992. Il est nommé d'après une localité nommée Jhall et la tribu baloutche des Magsis, majoritaires dans le district. 

## Démographie
Lors du recensement de 1998, la population du district a été évaluée à 109 941 personnes, dont seuls 7 % d'urbains. Le taux d'alphabétisation était de 12 % environ, bien moins que la moyenne nationale de 44 %. Il se situait à 18 % pour les hommes et 6 % pour les femmes, soit un différentiel de 12 points, contre 25 pour la moyenne nationale.
En 2013, l'alphabétisation est estimée à 39 % par les autorités, dont 58 % pour les hommes et 16 % pour les femmes.
Le recensement suivant mené en 2017 pointe une population de 149 225 habitants, soit une croissance annuelle de 1,6 %, nettement inférieure aux moyennes provinciale et nationale de 3,4 % et 2,4 % respectivement. Le taux d'urbanisation s'affiche en baisse, à 5 %, la deuxième plus basse de la province.
Le district est relativement cosmopolite, peuplé par des Baloutches, dont la tribu des Magsis représenterait les deux tiers de la population, ainsi que des Sindis et des Saraikis. Il compte également des minorités religieuses : environ 2 % de chrétiens en 1998 ainsi que 1,4 % d'hindous, avec de faibles effectifs de sikhs.

## Administration

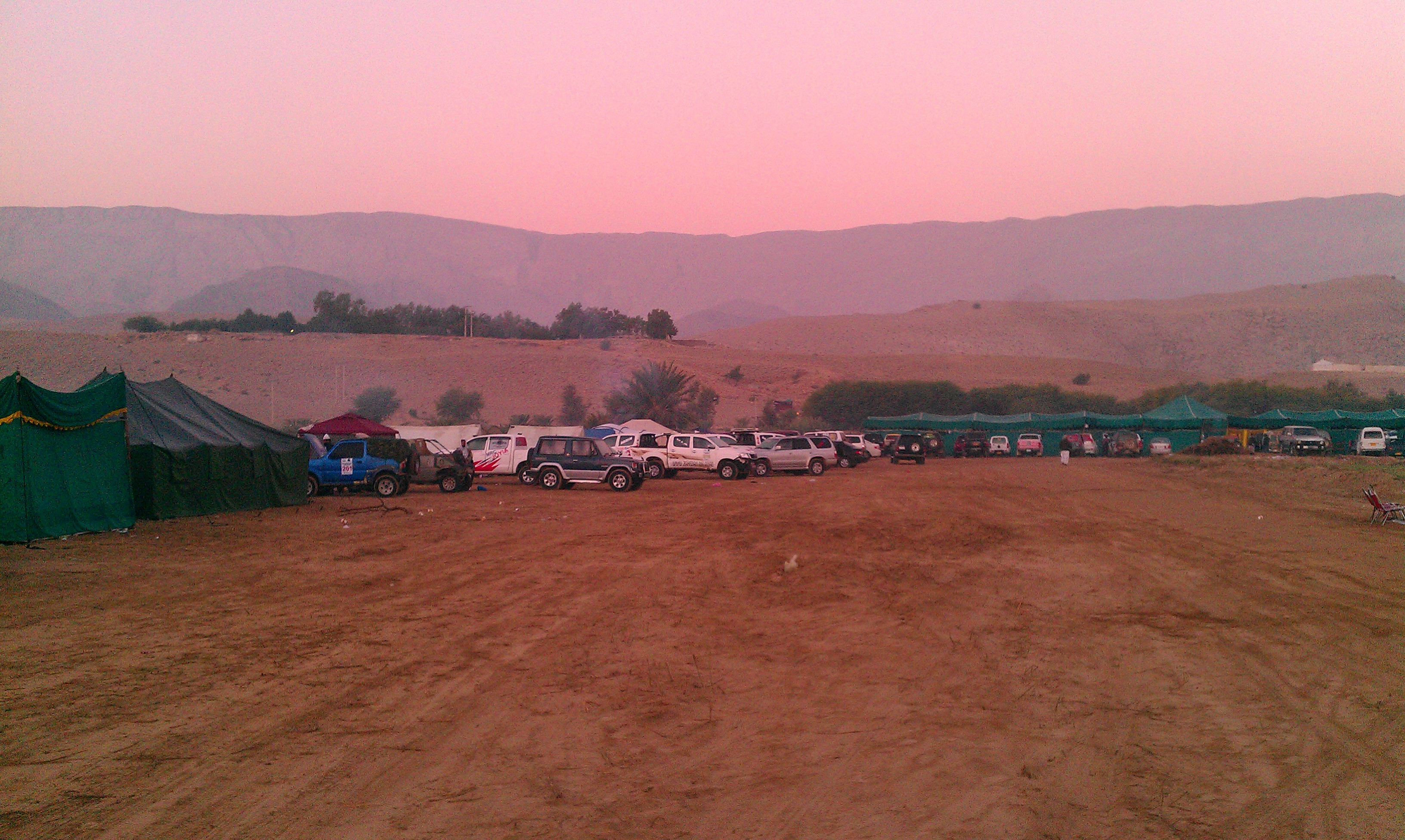
Paysage du district.

Le district est divisé en trois tehsils ou sous-tehsils ainsi que treize Union Councils.
| Tehsil     | Population (rec. 2017) |
| ---------- | ---------------------- |
| Gandawa    | 51 206                 |
| Jhal Magsi | 88 575                 |
| Mirpur     | 9 444                  |

Gandawa est la seule localité considérée comme une unité urbaine par les autorités de recensement. 
| Ville   | Population (rec. 2017) |
| ------- | ---------------------- |
| Gandawa | 7 825                  |

## Économie et éducation
La population de Kachhi, rurale à 95 %, est pauvre et l'agriculture est le principal moyen de subsistance. Seule 6 % de la superficie du district est irriguée, soit environ 250 kilomètres carrés, alors que la majeure partie des paysans sont dépendants de pluies irrégulières. Par ailleurs, 56 % des paysans ne sont pas propriétaires de leurs terres en 2010. Le district produit du blé, de l'orge, du sorgho et du tournesol notamment.
Les services publics sont peu développés dans le district, notamment les infrastructures scolaires qui sont manquantes. Seuls 63 % des enfants sont scolarisés dans le primaire en 2014, et ce taux chute à 21 % pour l'enseignement secondaire.

## Politique
Depuis le redécoupage électoral de 2018, le district partage avec les districts de Nasirabad et Kachhi la circonscription no 260 pour l'Assemblée nationale et est pleinement représenté par la circonscription 16 de l'Assemblée provinciale du Baloutchistan. Lors des élections législatives de 2018, elles sont remportées par deux candidats du Parti baloutche Awami.
| Parti                                      | Voix   | %       |
| ------------------------------------------ | ------ | ------- |
| Parti baloutche Awami                      | 15 050 | 67,14 % |
| Parti du peuple pakistanais                | 431    | 1,92 %  |
| Indépendants                               | 6 934  | 30,93 % |
| Total exprimés (participation : 41,29 %)   | 22 415 | 100 %   |
| Source : Commission électorale du Pakistan |        |         |